# Meigenia flavescens
Meigenia flavescens là một loài ruồi trong họ Tachinidae.